# Burgweisach
Burgweisach ist ein Gemeindeteil des Marktes Vestenbergsgreuth im Landkreis Erlangen-Höchstadt (Mittelfranken, Bayern). Burgweisach liegt in der Gemarkung Kleinweisach.

## Geografie
Durch das Dorf fließt die Kleine Weisach und der Gründleinsbach, der im Ort als linker Zufluss in die Kleine Weisach mündet. Der Ort ist von Acker- und Grünland mit vereinzeltem Baumbestand umgeben. Im Osten befindet sich eine größere Photovoltaikanlage. Die Kreisstraße ERH 18 verläuft nach Kleinweisach (0,9 km westlich) bzw. nach Dutendorf (1,7 km östlich). Eine Gemeindeverbindungsstraße verläuft nach Dietersdorf (1 km nordwestlich).

## Geschichte
Der Ort gehörte zum Rittergut Vestenbergsgreuth, das dem Ritterkanton Steigerwald zugehörig war. Bereits im 15. Jahrhundert haben die Nürnberger Patrizier Rieter im Ort Besitz. 1802 waren immer noch die meisten Anwesen nürnbergisch. Ein Anwesen unterstand dem Kasten- und Jurisdiktionsamt Dachsbach.
Im Rahmen des Gemeindeedikts wurde Burgweisach dem 1808 gebildeten Steuerdistrikt Breitenlohe zugewiesen, 1810 dann dem neu gebildeten Steuerdistrikt Kleinweisach. 1818 wurde die Ruralgemeinde Kleinweisach gebildet, zu der der Ort gehörte. 5 Anwesen unterstanden in der freiwilligen Gerichtsbarkeit dem Patrimonialgericht Vestenbergsgreuth (bis 1848).
Am 1. Januar 1972 wurde Burgweisach im Zuge der Gebietsreform in die neu gebildete Gemeinde Weisachgrund eingegliedert. Diese wurde am 1. Mai 1978 in den Markt Vestenbergsgreuth eingegliedert.

### Einwohnerentwicklung
| Jahr      | 001819 | 001861 | 001871 | 001885 | 001900 | 001925 | 001950 | 001961 | 001970 | 001987 | 002020 |
| Einwohner | 48     | 68     | 64     | 72     | 73     | 64     | 59     | 48     | 51     | 32     | 34     |
| Häuser    |        |        |        | 11     | 12     | 11     | 11     | 11     |        | 12     |        |
| Quelle    | [ 9 ]  | [ 10 ] | [ 11 ] | [ 12 ] | [ 13 ] | [ 14 ] | [ 15 ] | [ 16 ] | [ 17 ] | [ 18 ] | [ 1 ]  |

## Religion
Der Ort ist seit der Reformation evangelisch-lutherisch geprägt und nach St. Maria (Kleinweisach) gepfarrt. Die Einwohner römisch-katholischer Konfession sind nach Kreuzerhöhung (Breitenlohe) gepfarrt.